# Grainstone
El grainstone és una roca carbonatada sense ciment micrític i amb textura de suport de grans. El ciment intragranular, si n'hi ha, és sempre molt escàs i de tipus esparític; pot tenir orígens molt diversos: 
- Format a partir del dipòsit deixat per algunes corrents.
- Selecció de sediments formats inicialment per una mescla de partícules fines i grolleres.
- Acumulació de grans formats in situ amb un procés d'acumulació produït ràpidament o sota unes condicions hidràuliques extremes que provoquen que l'acumulació d'elements resti impossibilitada.

El grainstone es troba inclòs en el grup de les roques al·loquímiques esparítiques de la classificació de Folk. El terme grainstone sovint és sufixat pel tipus de gra al·loquímic més abundant, per exemple, grainstone d'oòlits. L'ambient deposicional dels grainstones sol ser d'elevada energia, ja que el fang ha estat eliminat, permetent a la calcita cimentar la roca.